# Courtaulds
Courtaulds war ein Unternehmen zur Herstellung von Kunstfasern, textilen Stoffen, Bekleidung und Chemikalien mit Sitz im Vereinigten Königreich. Es wurde 1794 gegründet und erlangte internationale Bedeutung vor allem als Hersteller von Chemiefasern. 1990 wurde es in Courtaulds plc und Courtaulds Textiles Ltd aufgegliedert, beide Teile wurden nachfolgend von anderen Unternehmen übernommen, die sie mit bestehenden Geschäften fusionierten.

## Gründungsphase
George Courtauld (1761–1823) und sein Cousin Peter Taylor (1790–1850) gründeten 1794 in Pebmarsh, Essex, unter der Firma George Courtauld & Co. ein Textilgeschäft einschließlich Seidenspinnerei. George Courtaulds Sohn, Samuel (1793–1881), stieg 1816 oder nach anderen Quellen 1818 in das Unternehmen ein; die Firma wurde geändert in Courtauld & Taylor. Andere Quellen nennen dieses Ereignis als Ursprung des Unternehmens. Das Unternehmen wuchs erfolgreich, in den 1870er Jahren beschäftigte es über 3000 Mitarbeiter. Neben Seide war die Herstellung von Krepegewebe ein weiterer Schwerpunkt, was allerdings modischen Schwankungen unterlag.

## Wachstumsphase
1881 starb Samuel Courtauld. Die Rechtsform des Unternehmens wurde in eine Public Limited Company (PLC) geändert; mit H. G. Tetley und T. P. Latham führten erstmals familienfremde Manager das Unternehmen. Beide erkannten die unternehmerischen Chancen in der neu aufgekommenen Herstellung von Kunstfasern. Sie erwarben 1904 von Charles Frederick Cross und Edward John Bevan ein Patent zum Viskoseprozess, um Kunstseide auf der Grundlage von Zellstoff herzustellen. Ein Jahr später wurde in Coventry ein Werk zur Herstellung von Kunstseide eröffnet. Anfängliche Qualitätsprobleme konnten im Laufe der Zeit gelöst werden. Das Unternehmen, das seit 1913 als Courtaulds firmierte, wurde in den folgenden Jahren einer der größten Hersteller von Viskosefasern. 1909 wurde in den USA die Tochtergesellschaft American Viscose Corporation gegründet, die sich ebenfalls sehr gut entwickelte.
1921 wechselte die Leitung der Gesellschaft an Samuel Courtauld (1876–1947). Unter seiner Führung setzte sich die erfolgreiche Entwicklung des Unternehmens fort, seine Leidenschaft war jedoch die Kunst. In den 1920er Jahren baute er eine große Sammlung von Kunstwerken des Impressionismus auf. 1932 gründete er das Courtauld Institute of Art in London, das seine Sammlung verwaltet und eine Hochschule für Kunsthistoriker betreibt.
Nach dem Zweiten Weltkrieg wurde das Produktionsprogramm um Polyacryl- und Polyamid-Fasern erweitert. Außerdem expandierte Courtaulds in die gesamte textile Prozesskette, es wurden textile Gewebe und Maschenwaren sowie Bekleidung hergestellt.

## Zerschlagung
Ab den 1960er Jahren geriet die Textilindustrie in den Industrieländern zunehmend durch Hersteller in Asien und anderen Niedriglohnländern unter Wettbewerbsdruck. Infolge der Ölkrise verteuerten sich die Rohstoffe zur Chemiefaserherstellung. Courtaulds musste ebenfalls Kapazitäten abbauen. Vor allem die Herstellung von Stoffen und von Bekleidung geriet in den 1980er Jahren in Schwierigkeiten. Die Zahl der weltweit beschäftigten Mitarbeiter, die 1975 noch über 100.000 betrug, fiel bis 1988 auf unter 70.000. Das Chemiefasergeschäft war nicht länger ein Wachstumsmarkt. Angesichts der Schwierigkeiten wurde entschieden, das Unternehmen 1990 im Wesentlichen in zwei rechtlich eigenständige Gesellschaften aufzuspalten:
- Courtaulds plc – Herstellung von Kunstfasern und Chemikalien
- Courtaulds Textiles Ltd – Herstellung von Garnen, textilen Stoffen und Bekleidung

Courtaulds plc brachte Anfang der 1990er Jahre unter dem Markennamen Tencel eine neue Cellulosefaser auf den Markt, die gegenüber bisherigen Zellstofffasern qualitativ hochwertiger war. 1998 erwarb Akzo Nobel 100 % der Anteile an Courtaulds plc. Die weitgehend komplementären Geschäfte wurden fusioniert, dabei verschwand der Name Courtaulds. Das Chemiefasergeschäft wurde einige Jahre später an den Finanzinvestor CVC Capital Partners veräußert und erhielt den Namen Acordis.
Courtaulds Textile Ltd wurde 2000 von dem US-amerikanischen Konsumgüterhersteller Sara Lee übernommen, Courtaulds Textile wurde eine Sparte des Unternehmens. 2006 veräußerte Sara Lee die Sparte an private Investoren aus Hongkong.